# 명령 레지스터
명령 레지스터(instruction register, IR) 또는 현재 명령 레지스터(current instruction register, CIR)는 명령 계수기가 지정하는 번지에 기억되어 있는 명령어를 호출해서 해독하기 위해 명령어를 잠시 보관해 두는 특수 목적 레지스터이다. 현재 실행되거나 디코딩되고 있는 명령을 보관하고 있는 CPUs의 제어 장치의 일부이다. 단순한 프로세서에서는 실행될 각 명령은 명령 레지스터로 적재된다.